# Gäddtjärnen (Nianfors socken, Hälsingland)
Gäddtjärnen är en sjö i Hudiksvalls kommun i Hälsingland och ingår i Nianån-Norralaåns kustområde. Sjön är 6,6 meter djup, har en yta på 0,0198 kvadratkilometer och är belägen 247 meter över havet.